# Arquidiócesis de Dili
La arquidiócesis de Dili (en latín: Archidioecesis Dilien(sis) y en portugués: Arquidiocese de Díli) es una circunscripción eclesiástica latina de la Iglesia católica en Timor Oriental, sede metropolitana de la provincia eclesiástica de Dili. La arquidiócesis tiene al arzobispo Virgílio do Carmo da Silva, S.D.B. como su ordinario desde el 30 de enero de 2016. 

## Territorio y organización

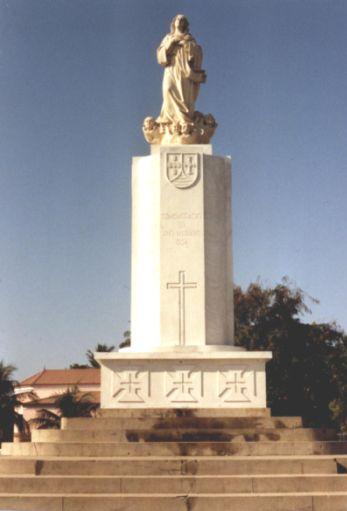
Columna de santa María, Dili

La arquidiócesis tiene 4775 km² y extiende su jurisdicción sobre los fieles católicos de rito latino residentes en la región administrativa especial de Oecusse-Ambeno y los distritos de: Dili, Ainaro, Aileu, Ermera y Manufahi.
La sede de la arquidiócesis se encuentra en la ciudad de Dili en la isla Timor, en donde se halla la Catedral de la Inmaculada Concepción.
En 2020 en la arquidiócesis existían 32 parroquias.
La arquidiócesis tiene como sufragáneas a las diócesis de Baucau y de Maliana.
El único seminario mayor del país, el Seminario de los Santos Pedro y Pablo está ubicado dentro de la arquidiócesis.

## Historia
La diócesis de Dili fue erigida el 4 de septiembre de 1940 con la bula Sollemnibus Conventionibus del papa Pío XII separando territorio de la diócesis de Macao. Originalmente era sufragánea de la arquidiócesis de Goa y Damán.
El Timor portugués declaró su independencia de Portugal el 28 de noviembre de 1975, pero en diciembre fue invadido y anexado por Indonesia.
El 1 de enero de 1976, en virtud de la bula Ad nominum del papa Pablo VI, se convirtió en diócesis inmediatamente sujeta a la Santa Sede.
El papa Juan Pablo II celebró la misa con una multitud de jóvenes de Timor Oriental el 12 de octubre de 1989. 
El 4 de septiembre de 1990 la diócesis celebró su 50 aniversario.
El 30 de noviembre de 1996 cedió parte de su territorio para la erección de la diócesis de Baucau mediante la bula Quo aptius consuleretur del papa Juan Pablo II.
El 20 de mayo de 2002 Timor Oriental obtuvo la independencia de Indonesia.
El 30 de enero de 2010 cedió otra parte de su territorio para la erección de la diócesis de Maliana mediante la bula Missionalem Ecclesiae del papa Benedicto XVI.
El 11 de septiembre de 2019 fue elevada al rango de arquidiócesis metropolitana por el papa Francisco.
En 2008 se construyó una capilla y una estatua en honor a la virgen María en el suburbio de Tasi-Tolu, en la diócesis. Estas fueron bendecidas por el nuncio apostólico de Timor Oriental, el arzobispo Leopoldo Girelli.
En 2009 el Gobierno de Timor Oriental otorgó $ 1.5 millones de dólares estadounidenses a dos diócesis en Timor Oriental: Dili y Baucau, que recibirán anualmente "para ejecutar programas sociales para las personas". La pobreza sigue siendo un problema masivo desde la independencia en 2002, con aproximadamente la mitad del millón de desempleados y el 45 por ciento viviendo con menos de un dólar por día.

## Estadísticas
De acuerdo al Anuario Pontificio 2021 la arquidiócesis tenía a fines de 2020 un total de 669 540 fieles bautizados.
| Año                                                                             | Población            | Población | Población      | Sacerdotes | Sacerdotes    | Sacerdotes    | Bautizados por sacerdote | Diáconos permanentes | Religiosos | Religiosos | Parroquias |
| Año                                                                             | Bautizados católicos | Total     | % de católicos | Total      | Clero secular | Clero regular | Bautizados por sacerdote | Diáconos permanentes | Varones    | Mujeres    | Parroquias |
| ------------------------------------------------------------------------------- | -------------------- | --------- | -------------- | ---------- | ------------- | ------------- | ------------------------ | -------------------- | ---------- | ---------- | ---------- |
| 1949                                                                            | 38 034               | 420 430   | 9.0            | 24         | 19            | 5             | 1584                     |                      | 12         | 23         | 11         |
| 1970                                                                            | 164 178              | 618 530   | 26.5           | 46         | 36            | 10            | 3569                     |                      | 17         | 46         | 3          |
| 1980                                                                            | 213 000              | 740 800   | 28.8           | 25         | 18            | 7             | 8520                     |                      | 11         | 36         | 18         |
| 1990                                                                            | 583 079              | 714 245   | 81.6           | 63         | 24            | 39            | 9255                     | 1                    | 74         | 100        | 24         |
| 1998                                                                            | 527 294              | 627 166   | 84.1           | 86         | 38            | 48            | 6131                     |                      | 152        | 254        | 22         |
| 2001                                                                            | 504 299              | 539 811   | 93.4           | 64         | 26            | 38            | 7879                     |                      | 139        | 203        | 22         |
| 2002                                                                            | 514 089              | 558 610   | 92.0           | 78         | 32            | 46            | 6590                     |                      | 149        | 203        | 28         |
| 2006                                                                            | 663 331              | 789 701   | 84.0           | 123        | 47            | 76            | 5392                     |                      | 118        | 279        | 30         |
| 2010                                                                            | 435 052              | 464 649   | 93.6           | 104        | 56            | 48            | 4183                     |                      | 69         | 162        | 25         |
| 2013                                                                            | 561 135              | 591 425   | 94.9           | 128        | 57            | 71            | 4383                     |                      | 90         | 331        | 28         |
| 2016                                                                            | 585 958              | 617 898   | 94.8           | 149        | 57            | 92            | 3932                     |                      | 114        | 532        | 28         |
| 2019                                                                            | 630 176              | 667 331   | 94.4           | 149        | 63            | 86            | 4229                     |                      | 132        | 432        | 30         |
| 2020                                                                            | 669 540              | 712 277   | 94.0           | 205        | 69            | 136           | 3266                     |                      | 246        | 466        | 32         |
| Fuente: Catholic-Hierarchy, que a su vez toma los datos del Anuario Pontificio. |                      |           |                |            |               |               |                          |                      |            |            |            |

## Episcopologio

### Obispos de Dili
- Jaime Garcia Goulart † (12 de octubre de 1945-31 de enero de 1967 renunció[10])
- José Joaquim Ribeiro † (31 de enero de 1967 por sucesión-22 de octubre de 1977 renunció)
  - Sede vacante (1977-2004)
  - Martinho da Costa Lopes † (octubre de 1977-mayo de 1983 renunció) (administrador apostólico)
  - Carlos Filipe Ximenes Belo, S.D.B. (21 de marzo de 1988-26 de noviembre de 2002 renunció) (administrador apostólico)
  - Basílio do Nascimento † (26 de noviembre de 2002-27 de febrero[11] de 2004 nombrado obispo de Baucau) (administrador apostólico)
- Alberto Ricardo da Silva † (27 de febrero[11] de 2004-9 de febrero de 2015 renunció)
  - Basílio do Nascimento † (9 de febrero de 2015-30 de enero de 2016) (administrador apostólico)
- Virgílio do Carmo da Silva, S.D.B. (30 de enero de 2016-11 de septiembre de 2019 nombrado arzobispo de la sede)

### Arzobispos de Dili
- Virgílio do Carmo da Silva, S.D.B., desde el 11 de septiembre de 2019[12]